# Amnésia
Amnésia é designada pela perda de memória total ou parcial, constante ou episódica, temporária ou permanente, dependendo das causas.
Pode ser classificada em dois tipos: amnésia anterógrada, que causa a perda de memória de eventos que ocorrem posteriormente ao surgimento da doença, ou seja, é a deficiência em formar novas memórias, tal como ocorre na doença de Alzheimer; amnésia retrógrada, da qual ocorre o inverso na anterógrada, ou seja, o paciente consegue se lembrar de eventos posteriores ao trauma, mas não de anteriores.

## Classificação

### Amnésia global transitória
Nesta situação, a amnésia dura apenas algumas horas, não ultrapassando um dia, e a recuperação é completa. O doente apresenta um comportamento normal, porém não retém nenhuma informação durante o episódio, ou seja, possui amnésia anterógrada completa, havendo uma lacuna na memória após a recuperação. A causa desse problema ainda não foi totalmente esclarecida, aparenta haver uma ligação à isquemia transitória, afetando as partes internas do lobo temporal. Essa patologia tem curso benigno, sendo excepcional um segundo episódio.

### Amnésia psicogênica
É um tipo temporário e que ocorre devido a traumas psicológicos, podendo ser tanto anterógrada (dificuldade para se lembrar de episódios recentes) quanto retrógrada (dificuldade para se lembrar de episódios anteriores ao trauma). A memória quase sempre volta dias após do começo da amnésia e, em casos raros, o paciente perde a memória de alguns trechos de sua vida permanentemente. Em alguns casos fotos, figuras ou até mesmo ilustrações podem ajudar o paciente a se recordar de certos episódios, ou até mesmo evitar a sua perda.

### Síndrome de Korsakoff
A síndrome de Korsakoff é uma encefalopatia e um tipo de amnésia grave. É principalmente causada pelo alcoolismo, o que leva à falta de Vitamina B1 (tiamina) no cérebro, e esse é o motivo pelo qual a síndrome ocorre; seus sintomas podem ser a incapacidade de reter novos acontecimentos na memória. Por exemplo, a pessoa consegue fazer exercícios que tinha aprendido antes da doença mas não conseguem aprender a fazer nenhum exercício novo. Quando é causada pelo alcoolismo, seus sintomas são basicamente neurológicos (movimentos descoordenados, perda de sensação dos dedos das mãos e dos pés).

### Amnésia alcoólica
Nesse tipo a pessoa apresenta amnésia sem a perda da consciência. A pessoa alcoolizada conversa e pode fazer exercícios físicos normalmente, mas quando o efeito da bebida alcoólica passar não se lembrará de nada que ocorreu durante o momento em que esta pessoa estava alcoolizada. Esse tipo de amnésia ocorre principalmente em pessoas que bebem excessivamente bebidas alcoólicas ou em pessoas que bebem socialmente, ou não bebem e beberam bebidas alcoólicas excessivamente, essa síndrome tem efeito maior quando a pessoa alcoolizada está com muita fome/sede ou bebeu rápido demais.

## Diagnóstico
Pode ser causada por diversas razões, entre elas:
- Doenças neurodegenerativas;
- Infecções do tecido neural (como por exemplo encefalites);
- Neurotoxinas;
- Acidente vascular cerebral;
- Traumas físicos (pancadas na cabeça por exemplo) e psicológicos;
- Alcoolismo e o uso de drogas.

A amnésia geralmente só ocorre quando alguma dessas possíveis causas lesiona áreas como o hipocampo e suas áreas adjacentes, no neocórtex ou no lobo temporal medial. Lesão em diferentes áreas produzem efeitos diferentes. O hipocampo é uma das áreas do cérebro mais importantes na formação de memórias de longo prazo.
Alguns analgésico e benzodiazepínicos (remédios para ansiedade) dificultam a formação de memórias enquanto estão ativos, por isso pacientes podem se esquecer do período que estiveram sedados.
Cerca de 40% das pessoas com idade acima de 65 anos têm algum tipo de problema de memória, e a prevalência aumenta rapidamente com o aumento da idade.
O diagnóstico vai investigar se a perda de memória de um evento tem causas biológicas como lesão, degeneração ou toxinas cerebrais ou causas psicológicas como estresse, ansiedade e depressão. Em caso de um transtorno dissociativo um grande número de memórias podem ser reprimidas, geralmente ligadas a um evento traumático.
Para isso é feita a análise detalhada da história médica e mental do paciente, do histórico familiar (detalhando condições relacionadas com memória, como o mal de Alzheimer e transtornos de humor) e perguntas sobre a frequência de falhas de memória, tipos de coisas esquecidas, repetindo as mesmas frases ou perguntas na mesma conversa para testar inconsistências.
É importante avaliar a capacidade de funcionar profissionalmente, academicamente, cotidianamente e em emergências, pois pode ser necessário designar um cuidador ou internar pacientes que tenham perdido muita capacidade funcional.
Caso não haja lesões aparentes podem ser feitos exames para investigar níveis de hormônios da tireoide, vitamina B12 ou de funcionamento endócrino geral. Em caso de suspeita de lesões pode ser feita tomografia computadorizada ou um Eletroencefalograma ou uma Angiografia cerebral para detectar derrames. Testes psicológicos devem ser usados para verificar o impacto do distúrbio na memória.

## Terapia
O tratamento depende da causa e do tipo de amnésia, geralmente sendo terapias que auxiliem o paciente a lidar os distúrbios na memória.  A amnésia global transitória pode ser apenas temporárias não havendo sequelas ou perda permanente de memória, mas outros tipos de amnésia (causadas por graves traumas cerebrais e etc.), podem ser permanentes. Acompanhamento psicológico é importante para tratar causas psicogênicas como transtorno dissociativo, abuso de drogas e psicoses.
A prevenção da amnésia é, basicamente, evitar traumas na região do cérebro.

## Ficção
A animação de longa-metragem "Procurando Nemo" retratou a espécie de peixe Paracanthurus hepatus como a personagem Dory, um dos raros exemplos realistas de amnésia (no caso dela, anterógrada) em filmes.